# مرد شجاع (فیلم ۱۹۸۳)
مرد شجاع (به هندی: Himmatwala)فیلمی محصول سال ۱۹۸۳ و به کارگردانی کی. راگاوندرا رائو است. در این فیلم بازیگرانی همچون سری دوی، جیتندرا، امجد خان، قادر خان، آسرانی، شاکتی کاپور، وحیده رحمان، شوما آناند ایفای نقش کرده‌اند.